# Georges Gautschi
Georges Harold Roger Gautschi, född 6 april 1904, död 12 februari 1985, var en schweizisk konståkare. Vid de olympiska vinterspelen 1924 i Chamonix tog han en bronsmedalj i konståkning i herrarnas singel.